# Roger Verhas
Roger Verhas (Dendermonde, 8 mei 1920 - aldaar, 1 mei 1999) was een Belgische atleet, die gespecialiseerd was in het kogelstoten en het discuswerpen. Hij nam eenmaal deel aan de Olympische Spelen en veroverde op twee onderdelen vijf Belgische titels.

## Biografie
Verhas behaalde tussen 1946 en 1950 vier Belgische titels in het kogelstoten, waarvan drie opeenvolgende. In 1948 werd hij ook Belgisch kampioen discuswerpen. Hij nam op beide onderdelen deel aan de Europese kampioenschappen in Oslo en de Olympische Spelen van 1948 in Londen, waar hij telkens uitgeschakeld werd in de kwalificaties. In 1950 nam hij op de Europese kampioenschappen in Brussel deel aan het kogelstoten. Ook hier overleefde hij de kwalificaties niet.
Verhas verbeterde in 1946 met 42,71 m het Belgisch record discuswerpen van Auguste Vos en bracht hij het in verschillende stappen in 1947 naar 45,17. In 1948 verbeterde hij met 13,80 het Belgisch record kogelstoten van Raymond Kintziger. Na verschillende verbeteringen stelde hij het in 1949 op 14,99.

### Clubs
Verhas was aangesloten bij RC Brussel.

## Belgische kampioenschappen
| Onderdeel    | Jaar                   |
| ------------ | ---------------------- |
| kogelstoten  | 1946, 1948, 1949, 1950 |
| discuswerpen | 1948                   |

## Persoonlijke records
| Onderdeel    | Prestatie | Datum             | Plaats    |
| ------------ | --------- | ----------------- | --------- |
| kogelstoten  | 14,99 m   | 19 juni 1949      | Watermaal |
| discuswerpen | 45,17 m   | 22 september 1947 | Vorst     |

## Palmares

### kogelstoten
- 1946:  BK AC – 13,43 m
- 1946: 12e kwalificaties EK in Oslo – 12,77 m
- 1948:  BK AC – 13,50 m
- 1948: kwalificaties OS in Londen – 13,54 m
- 1949:  BK AC – 14,16 m
- 1950:  BK AC – 14,44 m
- 1950: 11e kwalificaties EK in Brussel – 14,37 m

### discuswerpen
- 1946: 15e kwalificaties EK in Oslo – 40,88 m
- 1948:  BK AC – 42,77 m
- 1948: kwalificaties OS in Londen – 39,14 m